# Elisheva Cohen
Elisheva Cohen (hebräisch אלישבע כהן; geboren als Else Benjamin 9. Januar 1911 in Frankfurt am Main; gestorben 20. Dezember 1989 in Jerusalem, Israel) war eine israelische Kunsthistorikerin und Kustodin.

## Leben
Else Benjamins Vater Heinrich Benjamin war Kaufmann in Frankfurt und emigrierte 1933 mit seiner Frau Johanna Dülken nach Frankreich und von dort 1936 nach Palästina. 
Benjamin besuchte in Frankfurt die Elisabethenschule und begann nach dem Abitur 1930 ein Studium der Kunstgeschichte in München, Berlin, Zürich, Frankfurt und Marburg. Nach der Machtergreifung 1933 brach Benjamin das Studium ab und floh nach Frankreich. Im August 1933 heiratete sie in Straßburg den deutschen Rabbiner und Juristen Haim Hermann Cohn und emigrierte mit ihm nach Palästina. Er baute eine Rechtsanwaltspraxis auf, und sie kümmerte sich fortan um die dort geborenen zwei Kinder.
Nach der Ehescheidung 1955 arbeitete sie ab 1956 als Konservatorin für Zeichnungen und Drucke am Bezalel National Museum in Jerusalem. Die Sammlung wurde 1965 in das neugegründete Israel-Museum überführt. Dort organisierte als Hauptkonservatorin Ausstellungen und Kataloge. Sie organisierte die Integration des Wohnhauses von Anna Ticho in eine Abteilung des Israel-Museums. Cohen war Mitglied des Vorstandes des Israel-Museums und Vertreterin im Israelischen Museumsrat. Sie war Redaktionsmitglied der Kunstzeitschrift Ariel.
1975 ging sie in Rente. Im Jahr 1977 erhielt sie den Israel-Preis in der neu geschaffenen Sparte Design, und 1988 wurde sie Ehrenbürgerin von Jerusalem (Yakir Yerushalayim). 

## Publikationen (Auswahl)
- Szalit-Marcus, Rachel, in: Encyclopaedia Judaica, 1972, Band 15, Sp. 656

kuratierte Ausstellungen
- Louise Schatz : water colours. Jerusalem : Israel Museum, 1969
- Jerusalem, in Darstellungen vom 19. zum 20. Jahrhundert. Städtisches Museum Trier, 1972
- Leopold Krakauer : drawings. Jerusalem : Israel Museum, 1974
- Moritz Oppenheim, the first Jewish painter. Jerusalem : Israel Museum, 1983